# María Rodríguez Soto
Pour les articles homonymes, voir Rodríguez et Soto.
Maria Rodríguez Soto, née à Barcelone le 26 septembre 1986, est une actrice catalane.

## Biographie
María Rodríguez Soto suit pendant sa jeunesse des cours de théâtre en Catalogne, notamment au Col·legi del Teatre, à l'Escola Timbal et au Conservatoire supérieur du Liceu. Elle est diplômée de l'Institut del Teatre de Barcelone.
En 2020, elle remporte le prix de la critique de la meilleure actrice pour son interprétation dans la pièce féministe Como una perra en un descampado (Comme une chienne sur un terrain vague) de Claudia Cedó. 
Elle joue dans Libertad, film dramatique réalisé par Clara Roquet en 2021.
En 2024, elle joue dans Casa en flames de Dani de la Orden. En 2025, elle est nommée aux Prix Feroz, Goya et Gaudí pour ce rôle.

## Récompenses et distinctions
- 2020 : Prix Gaudí de la meilleure actrice pour Els dies que vindran[6]